# Istället för Abrakadabra
Istället för Abrakadabra (auf Deutsch: Anstelle von Abrakadabra) ist ein schwedischer Kurzfilm aus dem Jahr 2008. Die Komödie wurde 2010 in der Kategorie Bester Kurzfilm für den Oscar nominiert, gewonnen hat den Preis allerdings The New Tenants.

## Handlung
Der 25-jährige Thomas wohnt bei seinen Eltern, Gunilla und Bengt, und widmet sich der Zauberei. Als er seinen Eltern einen Trick vorführen will, verletzt er dabei seine Mutter. Im Krankenhaus lernt er die alleinerziehende Krankenschwester Monika kennen. Diese bittet ihn, bei der Geburtstagsfeier für ihren Sohn Jonas aufzutreten. Der Auftritt gelingt und Thomas lädt sie zu seiner großen Show anlässlich der Feier des 60. Geburtstages des Vaters ein.
Bengt hält aber nicht viel von den Zauberkünsten seines Sohnes und erst als Thomas verspricht, sich einen bezahlten Job zu suchen, bekommt er die Erlaubnis bei der Feier aufzutreten. Die Mutter bittet jedoch darum, dass nicht derselbe Trick aufgeführt wird wie der, bei dem sie verletzt wurde.
Auf der Feier erntet Thomas einigen Applaus, doch als er den untersagten Trick dennoch aufführt, stürzt der Freiwillige blutüberströmt zu Boden. Das Publikum samt Eltern ist entsetzt, dann steht der vermeintlich Verletzte wieder auf und Thomas stellt ihn als Stuntman vor. Dank Thomas’ Show wird die Party ein voller Erfolg.